# Wladimir Leonidowitsch Wwedenski
Wladimir Leonidowitsch Wwedenski (russisch Владимир Леонидович Введенский, * 19. Dezember 1956 in Salechard, Sowjetunion; † 27. November 2016 in der Oblast Tjumen) war ein sowjetischer Biathlet und Biathlontrainer.
Wladimir Wwedenski wuchs in Berjosowo (Autonomer Kreis der Chanten und Mansen) auf und war am Anfang seiner Sportkarriere Skilangläufer, er wechselte später zum Biathlon und startete für „Dinamo“ in Tjumen, dem sowjetischen Nationalkader gehörte er ab 1977 an. Als Biathlet galt er als besonders stark im Laufbereich. Ein erster Erfolg gelang ihm mit dem Staffelsieg bei der Spartakiade 1978. Im Premierenjahr des Biathlon-Weltcups (Saison 1977/78) belegte er mit der Staffel Sowjetunion I (Tolkatschow, Jelisarow, Tichonow, Wwedenski) in Murmansk den zweiten Platz, den 10-km-Sprint beendete er auf Platz fünf. Im Folgejahr stand er in Antholz in der siegreichen Staffel der Sowjetunion. Auf nationaler Ebene war Wwedenski zweifacher Sowjetischer Meister in der Staffel (1978, 1980) sowie im Patrouillenlauf. Er war erster Internationaler Meister des Sports im Biathlon in der Region Tjumen.
Wwedenski absolvierte seine berufliche Ausbildung an der Universität für Industrie Tjumen (Тюменский индустриальный университет). Nach der Sportkarriere arbeitete er als Biathlontrainer und war Kampfrichter und technischer Delegierter bei Biathlonwettkämpfen für die Region Tjumen. Kurz vor seinem 60. Geburtstag verstarb er nach längerer Krankheit.